# 日本サムスン
日本サムスン株式会社（にほんサムスン、英: SAMSUNG JAPAN CORPORATION）は、韓国に本社を置く"サムスン電子 部品部門"および"サムスンディスプレイ"の日本法人。
2007年の通期決算では、売上高が1兆2062億円であった。日本サムスンの事業内容は、製品の輸出入や日本企業とサムスングループに関連するビジネスの全てである。主として、サムスン電子が製造する半導体を取り扱っている。
日本でのサムスンの家電製品の売上げは不振を極め、2000年頃に白物家電販売から撤退した。その後も薄型テレビなどのAV機器は販売を継続していたが、2007年11月、サムスン電子は日本での家電製品販売から撤退すると発表した。日本では収益が少なく、アメリカ市場やヨーロッパ市場などに経営資源を集中するためとみられている。なお、法人向け製品や個人向けの液晶モニター、HDD、SSD、電子部品、半導体メモリーなどは引き続き日本で販売している。
2012年に行われた組織改編によって、半導体や液晶パネルといった主要事業を日本サムスンに残し、携帯電話などの完成品はサムスンテレコムジャパンより改称したサムスン電子ジャパンに移管した。現在、サムスン電子ジャパンでは、スマートフォン及びウェアラブル機器、並びにその周辺機器を販売している。

## 主要事業
- エレクトロニクス製品の輸出入：DRAM、NAND型フラッシュメモリ、LCD、有機ELディスプレイ、LED、情報通信・電子部品および材料、AV/家電製品

## 沿革
- 1953年 - 東京都中央区日本橋堀留町に、サムスン初の海外拠点として三星物産東京支店を開設。
- 1968年 - 霞が関ビルに移転
- 1974年 - 三星電子東京事務所を開設。
- 1975年 - 三星ジャパン株式会社を設立。
- 1976年 - 三星ジャパンが大阪支店を開設。
- 1983年
  - 半導体製造装置の対韓輸出開始
  - 三星電子株式会社が東京支店を開設。
- 1986年 - 日本での正社員採用開始。
- 1989年 - 三星電子ジャパン株式会社を設立。
- 1992年 - 三星横浜研究所を設立。
- 1993年 - グループ各社のオフィスを東京都中央区日本橋浜町に集結。
- 1998年 - 三星ジャパンと三星電子ジャパンを統合し、日本サムスン株式会社を設立[6]。表記を「三星（サムソン）」から「サムスン」に変更。
- 2000年 - オンラインショップ「サムスンダイレクト」オープン。
- 2003年 - 日本でのオペレーション50周年。
- 2005年 - 社団法人日本経済団体連合会に加入。
- 2014年 - 会社公式サイトを直接の親会社であるサムスン電子（韓国法人）のグローバルサイトへ移管することを発表。
- 2017年 - 名古屋支店を設立。

## 国内営業所
- 本社：東京都港区港南2-16-4 品川グランドセントラルタワー10F
- 名古屋支店：愛知県名古屋市西区牛島町6-1 名古屋ルーセントタワー36F